# Standard Bank
The Standard Bank of South Africa Limited è uno dei maggiori gruppi finanziari sudafricani, e opera in 20 nazioni del continente africano.

## Storia

### LaStandard Bank of South Africa

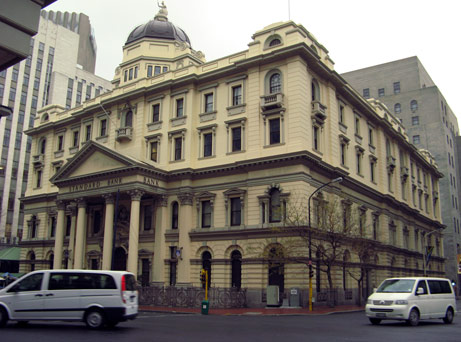
Sede della Standard Bank a Città del Capo

La Banca fu fondata nel 1862 a Londra con la ragione sociale di Standard Bank of British South Africa da un gruppo di uomini d'affari guidati dall'importante politico di destra John Paterson. la Banca iniziò ad operare nel 1863 a Port Elizabeth, dove cominciò rapidamente ad incorporare altre banche locali.
La Banca ebbe un ruolo importante nel finanziamento e nello sviluppo dei campi diamantiferi di Kimberley nel 1867.
Nel 1881, in considerazione del fatto che la rete del filiali fosse cresciuta anche fuori dalle aree di dominio britannico, la Banca eliminò l'aggettivo "British" dalla ragione sociale e assunse il nome di Standard Bank of South Africa Limited
Quando fu scoperto l'oro nel Witwatersrand, La banca si espanse verso nord e nel 1886 aprì un'agenzia a "Ferreira's Camp" (quella che sarebbe diventata Johannesburg), divenendo così la prima banca ad aprire uno sportello nei campi autiferi del Witwatersrand. Nel 1901 aprì una seconda filiale a Johannesburg, in Eloff Street.
Fra gli anni Novanta dell'Ottocento e gli anni Dieci del Novecento la Banca aprì molte filiali nei paesi africani. Nel 1912 aprì un ufficio anche a New York. Negli anni Cinquanta la Standard Bank aveva circa 600 filiali in Africa.
Nel 1962 la Banca britannica operativa in vari paesi africani cambiò il nome in Standard Bank Limited, mentre fu costituita una società controllata cui fu conferita l'attività in Sudafrica, la quale assunse il nome storico di Standard Bank of South Africa.
Nel 1965 la Standard Bank assorbì la Bank of West Africa, espandendo così la propria attività in Camerun, Gambia, Ghana, Nigeria e Sierra Leone.

### La fusione con laChartered Bank
Nel 1969 la holding Standard Bank di Londra si fuse con la Chartered Bank of India, Australia and China, dando vita alla Standard Chartered Bank.
Il nuovo istituto decise di espandersi anche in Europa e negli Stati Uniti.
Nello stesso anno fu costituita la Standard Bank Investment Corporation (oggi Standard Bank Group) come holding della banca sudafricana.
Nel 1985 la banca rete sudafricana cambiò nome da Standard Bank PLC a Standard Chartered Bank Africa PLC.
Nel 1986 la Lloyds Bank tentò una scalata ostile al gruppo, ma fu sconfitta. In ogni modo, l'episodio spinse la Standard Chartered a trasformarsi, effettuando , fra l'altro, una serie di cessioni, in particolare delle proprie attività negli USA e in Sudafrica. Così la Union Bank fu venduta alla Tōkyō Ginkō e la United Bank of Arizona alla Citicorp.

### Dopo la separazione

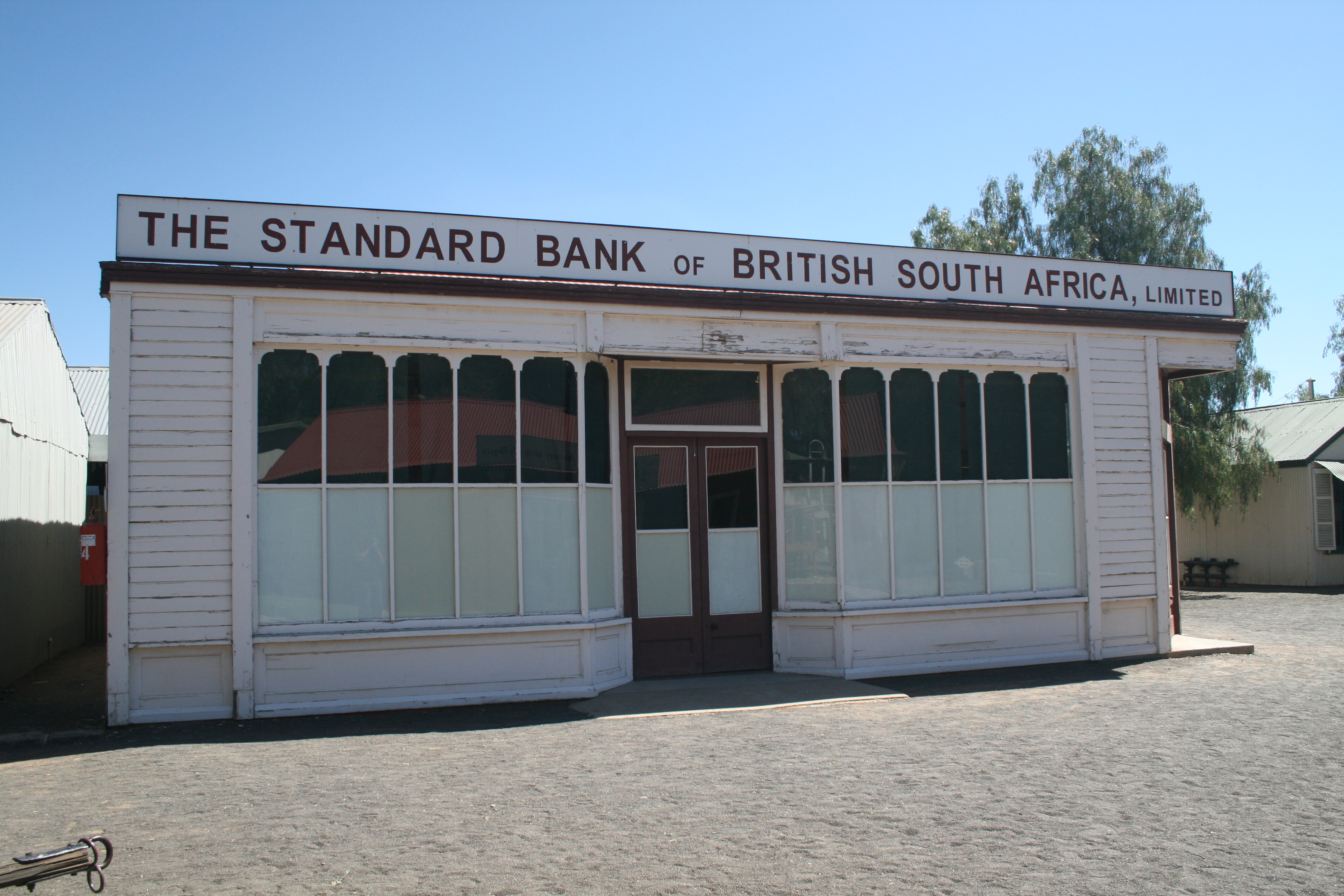
Filiale della Standard Bank of British South Africa nella città-museo di Kimberley Big Hole

Durante gli anni Settanta e Ottanta la Standard Chartered aveva gradualmente ridotto la sua partecipazione nello Standard Bank Group.
Nel 1987 cedette la rimanente quota del 39% nel 1987, trasferendo la piena proprietà della holding agli investitori sudafricani.
Da quel momento la Standard Bank sudafricana è completamente separata dalla Standard Chartered.
Dopo la separazione il nome Standard Bank è usato dal gruppo bancario sudafricano, che si è espanso fuori dal Sudafrica, fino ad avere una consociata in Gran Bretagna, la Standard Bank London.
Nel 1992 la Banca ha rilevato la rete della ANZ Grindlays Bank in otto paesi africani. Molte degli istituti di credito acquisiti furono ribattezzati "Stanbic Bank", per evitare confusioni con la ormai distinta (e rivale) Standard Chartered. Negli anni Novanta furono rilevate parecchie altre banche africane, che hanno adottoato il nome Stanbic.
In particolare nel 2002 la Standard Bank ha acquisito il 90% della Uganda Commercial Bank, la più grande banca ugandese, che è stata ribattezzata Stanbic Bank (Uganda) Limited.
Nel 2007 la Industrial and Commercial Bank of China ha acquisito una quota di circa 20% della Standard Bank.
Contemporaneamente lo Standard Bank Group ha acquisito il controllo della IBTC Chartered Bank. Questo ha data alla controllata Stanbic IBTC Holdings una importante presenza in Nigeria.
Anche in Mozambico la locale Standard Bank SARL è una delle principali banche del paese, in cui è presente da 120 anni.
Nel 2014 lo Standard Bank Group ha aperto un ufficio di rappresentanza ad Abidjan, in Costa d'Avorio, e questo ha rappresentato l'ingresso del Gruppo nel mercato francofono.